# Čestin, Pljevlja
Čestin este un sat din comuna Pljevlja, Muntenegru. Conform datelor de la recensământul din 2003, localitatea are 58 de locuitori (la recensământul din 1991 erau 77 de locuitori).

## Demografie
În satul Čestin locuiesc 46 de persoane adulte, iar vârsta medie a populației este de 43,1 de ani (43,3 la bărbați și 43,0 la femei). În localitate sunt 19 gospodării, iar numărul mediu de membri în gospodărie este de 3,05.
Populația localității este foarte eterogenă.
|  |

| Demografie | Demografie | Demografie |
| An         | Locuitori  | Locuitori  |
| ---------- | ---------- | ---------- |
|            |            |            |
|            |            |            |
|            |            |            |
|            |            |            |
| 1948       | 139        |            |
| 1953       | 166        |            |
| 1961       | 166        |            |
| 1971       | 162        |            |
| 1981       | 116        |            |
| 1991       | 77         | 77         |
| 2003       | 60         | 58         |

| \| Componența etnică conform recensământului din 2003[2] \| Componența etnică conform recensământului din 2003[2] \| Componența etnică conform recensământului din 2003[2] \| Componența etnică conform recensământului din 2003[2] \| Componența etnică conform recensământului din 2003[2] \| \| ----------------------------------------------------- \| ----------------------------------------------------- \| ----------------------------------------------------- \| ----------------------------------------------------- \| ----------------------------------------------------- \| \| \| \| \| \| \| \| Muntenegreni \| Muntenegreni \| \| 33 \| 56,89% \| \| Sârbi \| Sârbi \| \| 25 \| 43,1% \| \| necunoscută \| necunoscută \| \| 0 \| 0% \| |              |  |    |        |
| Componența etnică conform recensământului din 2003 |              |  |    |        |
| |              |  |    |        |
| Muntenegreni | Muntenegreni |  | 33 | 56,89% |
| Sârbi | Sârbi        |  | 25 | 43,1%  |
| necunoscută | necunoscută  |  | 0  | 0%     |